# HV MYRA
HV MYRA is een hockeyvereniging uit Amstelveen.
MYRA is opgericht in 1954. Het Sint-Nicolaaslyceum (Amsterdam) had een aantal actieve leerkrachten, die het initiatief namen een hockeyvereniging op te richten. Door een stuk of 17 knapen werden de eerste ballen geslagen op een afgekeurd stuk voetbalveld. De club Hockey Nicolaas Lyceum was een feit.
Om een echte vereniging te worden moest er ook een dameselftal komen. Dus werden er zusjes, nichtjes, vriendinnetjes geronseld en kon een dameselftal worden gevormd. Echter een vereniging mocht niet op de een of andere manier aan een school verbonden zijn. Zo werd in 1954 hockeyvereniging MYRA opgericht, om de oorsprong van het Sint Nicolaas Lyceum te kenmerken. Die connectie is nog steeds in het wapen terug te vinden (een hockeystick gekruist met de staf van Sint Nicolaas); zoals ook nog steeds een moderator in het Algemeen Bestuur aanwezig is.
Tenue:

Witte polo met donkergroene verticale baan, waarin de clubbadge is verwerkt. Kraag en mouwranden zijn groen. Donkergroene broek/rok. Witte kousen met de clubbadge.
Sinds het seizoen 2011-2012 heeft MYRA de beschikking over drie semi-watervelden en een zandkunstgrasveld.
In de zomer van 2018 werden drie nieuwe watervelden aangelegd, waarmee de vereniging beschikking heeft gekregen over 3 watervelden, 1 semi-waterveld en 1 miniveldje. 
HV Myra is tevens de club waar internationals Clarinda Sinnige en tevens Kelly Jonker hun hockeyloopbanen zijn begonnen.